# Ain't It Funny (Murder Remix)
"Ain't It Funny (Murder Remix)" é uma canção da cantora americana Jennifer Lopez, do álbum de remixes, J to tha L–O! The Remixes, de 2002. Foi lançada como single no dia 11 de Dezembro de 2001, em parceria com com os rappers Ja Rule e Caddillac Tah. Apesar de ser apelidada de remix, é uma canção completamente diferente do single "Ain't It Funny".

## Videoclipe
O videoclipe foi dirigido por Cris Judd e filmado em 2002. O videoclipe tem a participação de Ja Rule, Ashanti e Caddillac Tah. Toda a história do clipe acontece no apartamento de Jennifer, lugar onde está acontecendo uma festa entre amigos.

## Faixas e formatos
CD single
1. "Ain't It Funny" (Murder Remix com Ja Rule e Caddillac Tah)
2. "Play" (Artful Dodger Main Mix)
3. "Feelin' So Good" (HQ2 Club Mix)
4. "Ain't It Funny" (Murder Remix com Ja Rule e Caddillac Tah) (Videoclipe)

12" maxi single
1. "Ain't It Funny" (Murder Remix com Ja Rule e Caddillac Tah)
2. "Ain't It Funny" (Murder Remix com Ja Rule e Caddillac Tah) (Instrumental)
3. "Waiting for Tonight" (Hex Hector Vocal Club Extended/Hex's Momentous Club Mix)

## Prêmios e indicações
| Ano  | Prêmiação          | Categoria                        | Resultado |
| ---- | ------------------ | -------------------------------- | --------- |
| 2002 | Teen Choice Awards | Escolha de Melhor Colaboração    | Indicado  |
| 2002 | Teen Choice Awards | Escolha de Melhor Single Musical | Indicado  |
| 2002 | Teen Choice Awards | Melhor Single R&B/Hip-Hop/Rap    | Venceu    |

## Desempenho
| Tabelas musicais (2002)                          | Melhor posição |
| ------------------------------------------------ | -------------- |
| Austrália - Australian ARIA Singles Chart        | 9              |
| Áustria - Ö3 Austria Top 40                      | 42             |
| Bélgica - Belgian Ultratop 50 Singles (Flanders) | 16             |
| Bélgica - Belgian Ultratop 40 Singles (Wallonia) | 24             |
| Canadá - Canadian Singles Chart                  | 12             |
| Dinamarca - Danish Singles Chart                 | 19             |
| Países Baixos - Dutch Top 40                     | 10             |
| - European Hot 100 Singles                       | 13             |
| França - French SNEP Singles Chart               | 34             |
| Alemanha - German Singles Chart                  | 18             |
| Hungria - Hungarian Mahasz Airplay Chart         | 14             |
| Irlanda - Irish Singles Chart                    | 8              |
| Nova Zelândia - New Zealand RIANZ Singles Chart  | 34             |
| Suíça - Swiss Singles Chart                      | 7              |
| Reino Unido - UK Singles Chart                   | 4              |
| Estados Unidos - Billboard Hot 100               | 1              |
| Estados Unidos - Hot R&B/Hip-Hop Songs           | 4              |
| Estados Unidos - Hot Dance Club Songs            | 8              |

### Vendas e certificações
| País      | Certificadora | Certificação | Vendas |
| --------- | ------------- | ------------ | ------ |
| Austrália | ARIA          | Ouro         | 35,000 |